# Wolfgang Jahn (Basketballspieler)
Wolfgang Jahn (* 1943/1944) ist ein ehemaliger deutscher Basketballspieler.

## Leben
Jahn spielte Basketball beim ASK Vorwärts Leipzig und wurde mit der Mannschaft mehrfach DDR-Meister, zudem trat er im Europapokal an. Als Nationalspieler der Deutschen Demokratischen Republik nahm er an den Europameisterschaften 1965 und 1967 teil. Er wurde insgesamt 110 Mal in die Auswahl berufen und steht diesbezüglich in der ewigen Bestenliste auf dem vierten Platz.
Jahn studierte an der Deutschen Hochschule für Körperkultur (DHfK) in Leipzig und erlangte 1974 den Diplomabschluss. Der Titel seiner Diplomarbeit lautete „Angriffstaktische Standardsituationen im Basketballspiel – Systematik – Anwendung und Effektivität“. Anschließend arbeitete er bis zum Ende der DDR als Sportlehrer an der DHfK. Ab 1993 war Jahn beim Deutschen Basketball-Bund als Leiter eines Streetball-Projektes tätig, welches 1995 vom Landessportbund Sachsen übernommen und weiterhin von Jahn, fortan im Amt des LSB-Projektleiters Jugend und Streetball, verantwortet wurde.
Des Weiteren war Jahn beim Basketballverband Sachsen 20 Jahre lang als Breitensportwart tätig, dieses Amt gab er 2015 ab. 2012 wurde er im Rahmen der „Teamwork“-Ehrung des Deutschen Basketball-Bundes (DBB) für seine langjährige ehrenamtliche Arbeit ausgezeichnet, 2014 wurde Jahn die Silberne Ehrennadel des DBB verliehen.